# Фаррелл, Оуэн
Оуэн Фаррелл (англ. Owen Farrell; род. 24 сентября 1991 года в Биллиндже, Уиган, Большой Манчестер, Англия) — английский профессиональный игрок в регби, в настоящее время играющий за лондонский клуб «Сарацины» (Авива Премьершип). Его отец — Энди Фаррелл, который играл как в регбилиг, так и в регби в Англии. Предпочтительная позиция Оуэна — блуждающий полузащитник, но он также часто играет центровым.

## Ранние годы
Оуэн Фаррелл начал играть в регбилиг в своём родном городе в возрасте восьми лет за команду «Уиган Сент-Патрикс». Когда его отец Энди подписал контракт с «Сарацинами» в 2005 году, семья переехала в Харпенден (Сент-Олбанс, Хартфордшир), где Оуэн стал заниматься регби.
Живя в Уигане, Оуэн учился в католической школе святого Джона Фишера. В Харпендене Фаррелл стал учиться в школе святого Георга. Окончив среднее образование, поступил в Университет Хартфордшира, где изучал бизнес.

## Клубная карьера
Первый в своей карьере профессионального регбиста матч Фаррелл 5 октября 2008 года против «Лланелли Скарлетс» в ходе розыгрыша Англо-валлийского кубка, в котором лондонцы проиграли дома со счётом 17-26. Игра состоялась через 11 дней после того как Оуэну исполнилось 17 лет и он стал самым молодым игроком в истории английского профессионального регби, когда-либо появлявшимся на поле. Его рекорд был побит в ноябре 2009 года Джорджем Фордом из «Лестер Тайгерс».
В сезоне 2010/2011 годов Фаррелл подписал контракт с «Бедфорд Блюз», выступающим во второй по силе лиге страны, Чемпионшипе. Однако вскоре он вернулся и сыграл решающую роль в финале английского чемпионата против «Лестер Тайгерс», благодаря чему «Сарацины» впервые в истории стали чемпионами.
В сезоне 2014/2015 годов Фаррелл вместе с «Сарацинами» во второй раз стал чемпионом, вновь внеся большой вклад в победу своей команды и став лучшим игроком финального матча против «Бат Рагби».
В следующем сезоне Фаррелл выиграл звание «Игрок сезона» и вместе с «Сарацинами» одержал победу в финале Кубка европейских чемпионов по регби 2016 года. Впоследствии он был удостоен награды Top Points Scorer со 129 очками, набранными по ходу турнира.
В 2017 году Фаррелл обогнал Глена Джексона в качестве лучшего бомбардира клуба, набрав за всю карьеру 1548 очков. В мае 2017 года Оуэн помог «Сарацинам» пробиться в полуфинал чемпионата Англии и во второй раз выиграть Кубок европейских чемпионов, заслужив звание лучшего европейского игрока года.

## Международная карьера

### Национальная сборная
В национальную сборную Фаррелла пригласили в 20 лет, когда команда готовилась к участию в Кубке шести наций 2012 года в Шанхае. На тот момент Оуэн был самым молодым игроком в команде. Дебютировал он 4 февраля 2012 года в игре против Шотландии. Турнир Англия завершила на второй месте, а Фаррелл закончил его с 63 очками в пяти играх.
Летом того же 2012 года Фарелл был приглашён в сборную для участия в летнем туре 2012 года в Южной Африке, в ходе которого набрал 18 очков в трёх играх. 1 декабря 2012 года он сыграл против Новой Зеландии в серии осенних тестов и набрал в общей сложности 17 очков, благодаря чему Англия добилась своей самой большой победы над «Олл Блэкс». Фарелл был номинирован на звание Игрока года Международного совета регби, но проиграл новозеландцу Дэну Картеру.
В феврале 2013 года Фаррелл помог сборной Англии вновь занять второе место в Кубке шести наций.
Осенью 2013 года, после перерыва, связанного с участием в австралийском турне в составе команды «Британские и ирландские львы», Фаррелл вернулся в национальную сборную и сыграл полные 80 минут матча против «Уоллабис», принеся победу англичанам.
В Кубке шести наций 2015 года Фаррелл не участвовал из-за серьёзной травмы колена. Однако после восстановления Фаррелл был приглашён в сборную для участия в чемпионате мира по регби 2015 года в Англии, который для англичан коазался неудачным. Заняв лишь третье в Группе А, сборная Англия не смогла выйти в плей-офф.
В январе 2016 года Фаррелл был выбран в первом отряде новым главным тренера сборной Англии Эдди Джонсом. Оуэн был выбран в качестве одного из трёх вице-капитанов национальной сборной перед Кубком шести наций 2016 года. Фаррелл сыграл инсайд-центром во всех пяти играх Англии во время турнира, выиграв свой первый крупный международный трофей в составе сборной. Турнир Оуэн завершил как лучший бомбардир с 69 очками, доведя свой личный счёт за сборную до 412 и став вторым игроком в истории сборной Англии по количеству очков.
Летом 2016 года Фаррелл играл за сборную в трёхматчевой серии в Австралии. Англия выиграла серию 3:0, при этом, Оуэн сыграл ключевую роль, став игроком матче в третьей игре и набрав 66 очков в туре. Фаррелл был номинирован на премию «Лучший игрок года 2016 года» во второй раз в своей карьере.
На Кубке шести наций 2017 года Фаррелл сыграл все 80 минут в каждой игрок и помог Англии сохранить титул победителя, хотя и не смогла завоевать «Большой шлем» после проигрыша в последней игре Ирландии. Лучшим для Оуэна матчем стала игра с Шотландией 11 марта 2017 года, когда он набрал 26 очков. По итогам турнира Фаррелл стал вторым в списке бомбардиров, набрав 63 очка.
10 марта 2018 года Фаррелл в первый раз в своей карьере вышел на поле капитаном сборной Англии в игре против Францией на «Стад де Франс» в Париже. Фаррелл не пропустил ни одного удара против Франции в матче и хорошо защищался, но Англия проиграла. Оуэн позже признался СМИ, что отсутствие у англичан дисциплины стоило им победы.

### Британские и ирландские львы
За свою карьеру Фаррелл дважды приглашался в команду «Британские и ирландские львы», составляемую из игроков Англии, Шотландии, Уэльса и Ирландии. В первый раз он был выбран для поездки в Австралию в 2013 году. В апреле 2017 года Фаррелл вновь был приглашён в команду для поездки в Новую Зеландию. Он сыграл ключевую роль в серии, в частности, став лучшим по очкам бомбардиром в составе «Львов» по итогам тура 2017 года, набрав 45 очков.

## Личная статистика
Ниже приведена личная статистика Оуэна Фаррелла в международных матчах на 24 февраля 2018 года.
| Год   | Матчи | Попытки | Реализации | Пенальти | Дроп-голы | Очки |
| ----- | ----- | ------- | ---------- | -------- | --------- | ---- |
| 2012  | 12    | 0       | 8          | 30       | 1         | 109  |
| 2013  | 8     | 1       | 9          | 21       | 0         | 86   |
| 2014  | 10    | 1       | 18         | 18       | 0         | 95   |
| 2015  | 6     | 0       | 10         | 10       | 1         | 53   |
| 2016  | 13    | 3       | 28         | 42       | 0         | 197  |
| 2017  | 9     | 0       | 16         | 24       | 0         | 104  |
| 2018  | 3     | 2       | 4          | 1        | 0         | 16   |
| Всего | 60    | 7       | 93         | 146      | 2         | 660  |

## Достижения
«Британские и ирландские львы»:
- Тест-серия : 2013[англ.]

Национальная сборная:
- Кубок шести наций : 2016, 2017
- Кубок Калькутты : 2012, 2013, 2014, 2015, 2016, 2017
- Летняя тест-серия : 2016[англ.]

«Сарацины»:
- Чемпионат Англии по регби : 2011, 2015, 2016
- Кубок европейских чемпионов по регби : 2016, 2017

Индивидуальные:
- Европейский игрок года: 2017 [15]
- Номинация на звание Игрока года в мире: 2012, 2016, 2017